# Properigea continentis
Properigea continentis är en fjärilsart som beskrevs av Dyar 1916. Properigea continentis ingår i släktet Properigea och familjen nattflyn. Inga underarter finns listade i Catalogue of Life.